# Gablenz
Gablenz (hornolužickosrbsky Jabłońc) je obec v Horní Lužici v německé spolkové zemi Sasko. Nachází se v zemském okrese Zhořelec a má přibližně 1 600 obyvatel.
Leží na severním okraji okresu, u hranice Saska s Braniborskem. Sousedí s braniborskou obcí Jämlitz-Klein Düben a se saskými obcemi Bad Muskau (Mužakov), Krauschwitz (Krušwica), Weißwasser (Běła Woda a Groß Düben (Dźěwin). Dělí se na samotný Jabłońc (s přibližně 1400 obyvateli) a na Kromlau (hornolužickosrbsky Kromola).

## Pamětihodnosti

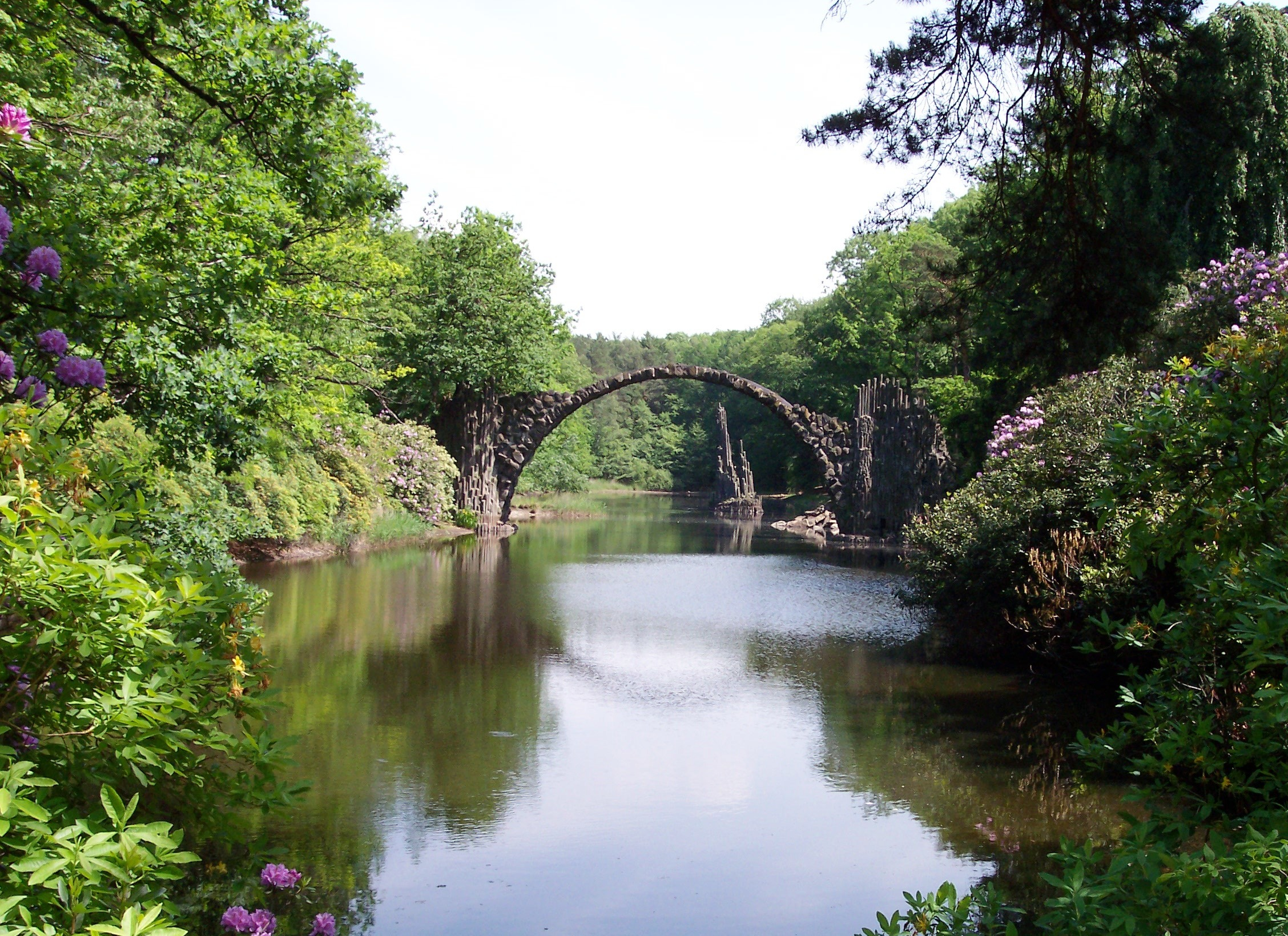
Můstek (Rakotzbrücke) v kromolském parku

Mezi místní pamětihodnosti patří azalkovo-pěnišníkový park u zámku Kromola, který je od roku 1948 přírodní rezervací. Dále je přímo v Jabłońci pozdně barokní kostel z roku 1759.